# Kloster Dobrilugk

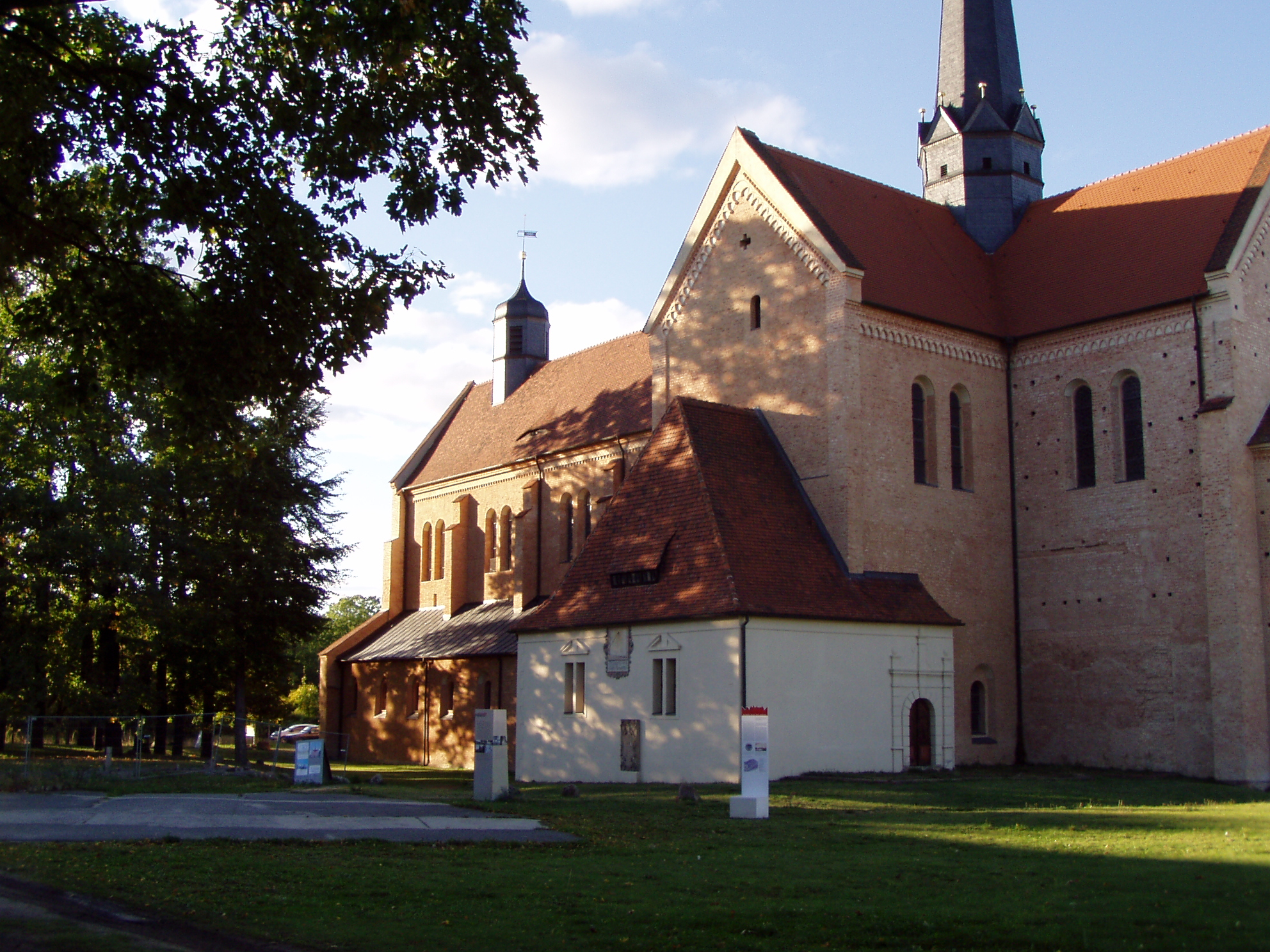
Langhaus und Querhaus

Das Kloster Dobrilugk (lateinisch Dobraluca) war eine Zisterzienserabtei in der Lausitz. Auf ihrem Gebiet entstand nach dem Ende des geistlichen Lebens Mitte des 17. Jahrhunderts das heutige Schloss Doberlug.

## Geschichte

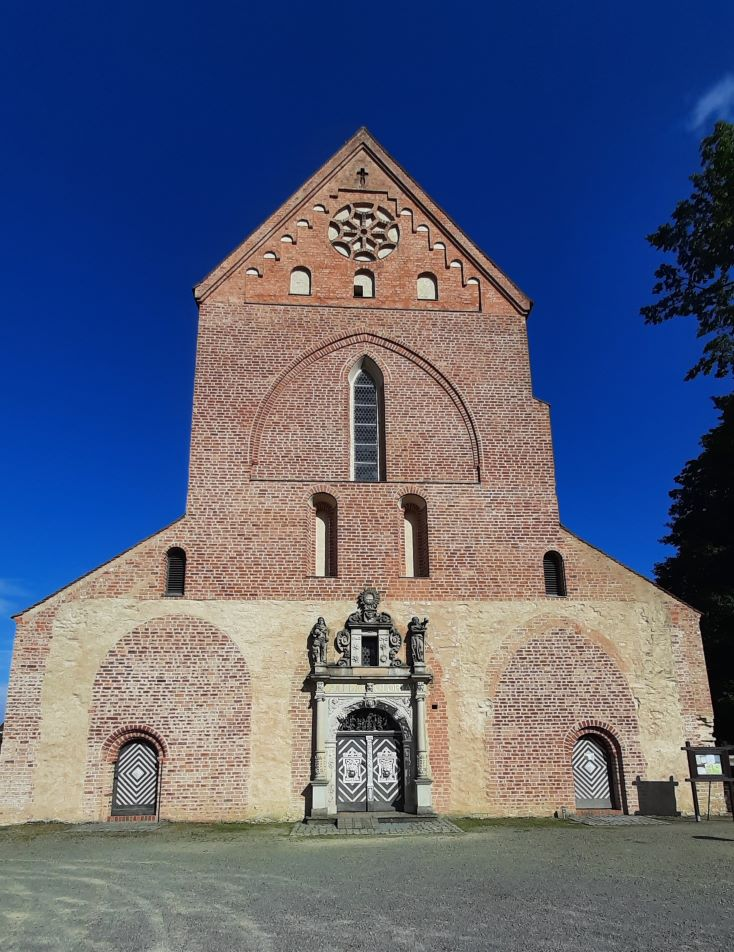
Klosterkirche St. Marien in Doberlug

Die Abtei wurde am 1. Mai 1165, dem Tag des heiligen Königs Sigismund, gestiftet und stand unter dem Patronat der Heiligen Sigismund und Heinrich. Sie bestand bis zu ihrer Aufhebung in der Reformationszeit. Die Mönche wurden auf Initiative des Markgrafen der Ostmark / Lausitz Dietrich von Landsberg ins Land geholt. Markgraf Dietrich wurde in seinen Gründungsbemühungen von seinen wettinischen Verwandten, von Erzbischof Wichmann von Magdeburg und dem masowischen Bischof Werner von Płock unterstützt. Bischof Werner brachte Reliquien des heiliggesprochenen Kaisers Heinrich mit nach Dobrilugk, die er zu Weihnachten 1165 in Aachen von Friedrich Barbarossa geschenkt bekommen hatte.
Durch großzügige Stiftungen wuchs der Besitz des Klosters schnell an. 1234 besaß das Kloster bereits 18 Dörfer und seit 1240 konnte der finanzkräftige Konvent seinen Grundbesitz durch Zukauf erweitern. In einer Urkunde von 1373 bestätigte Kaiser Karl IV. den Mönchen den Besitz von 40 Dörfern und fünf klösterlichen Wirtschaftshöfen. Unter der Herrschaft des Klosters stand auch die Kleinstadt Kirchhain, der die Zisterzienser bereits 1235 einen Markt bewilligt hatten. In der landesherrlichen Stadt Luckau und in Lübben (Spreewald) hatte das Kloster Höfe, die vor allem dem Handel mit in der Klosterherrschaft erzeugten Agrarprodukten dienten. Dem Kloster gehörten unter anderem die Dörfer Särchen, das heutige Annahütte, Dobristroh, Drochow und das heute wüst liegende Dorf Nossedil. Wie alle Zisterzienserabteien war Dobrilugk vom Bischofszehnt befreit.
Das Stift war am mittelalterlichen Landesausbau in der westlichen Lausitz beteiligt. Siedler aus den westlich angrenzenden Altsiedelgebieten Sachsens und Thüringens sowie vom Niederrhein (Flamen) legten in der Lausitz feuchte Niederungen trocken, rodeten Wälder, richteten Ackerflächen her und gründeten auch im Klostergebiet Dörfer. Die meisten Untertanen der Abtei waren jedoch Sorben.
Im Jahre 1349 kam der Plan auf, die in Wittenberg liegenden Gebeine askanischer Herzöge nach Dobrilugk umzubetten. Dieses zwischen Kaiser Karl IV. und Herzog Rudolf I. von Sachsen begonnene Vorhaben, kam später nicht zu Stande, zeugt jedoch vom damals bestehenden Ansehen Dobrilugks.
Ende des 14. Jahrhunderts begann der schleichende Niedergang von Dobrilugk. Die Mönche gaben die Eigenwirtschaft auf und lebten ausschließlich von den eingenommenen Pachten und Zinsen. Es fanden sich nämlich nicht mehr genügend Männer, die als Laienbrüder (Konversen) in das Kloster eintraten und die körperlichen Arbeiten verrichteten. Im Jahre 1431 wurde Dobrilugk von den Hussiten geplündert.
Das Stift Dobrilugk hatte Sitz und Stimme in der Prälatenkurie des neuzeitlichen Niederlausitzer Landtags, der auf Schloss Lübben tagte. Ein tiefer Einschnitt kam mit der Reformation. Seit den zwanziger Jahren des 16. Jahrhunderts verließen Mönche den Konvent und wandten sich der neuen Lehre zu. Die klösterliche Disziplin und auch die Wirtschaft des Stifts gerieten in Verfall. Der letzte Abt setzte sich 1533 mit den Kleinodien des Klosters ab. Hinzu kam, dass der Habsburger Ferdinand I., der als Böhmenkönig Herr des Klosters war, hohe Kontributionen zur Finanzierung des Türkenkriegs von den Niederlausitzer Klöstern forderte. Im Jahre 1541 besetzte schließlich der sächsische Kurfürst Johann Friedrich Dobrilugk, wegen einer Geldforderung an den böhmischen König. Die Mönche verließen das Kloster und der Konvent zerstreute sich.

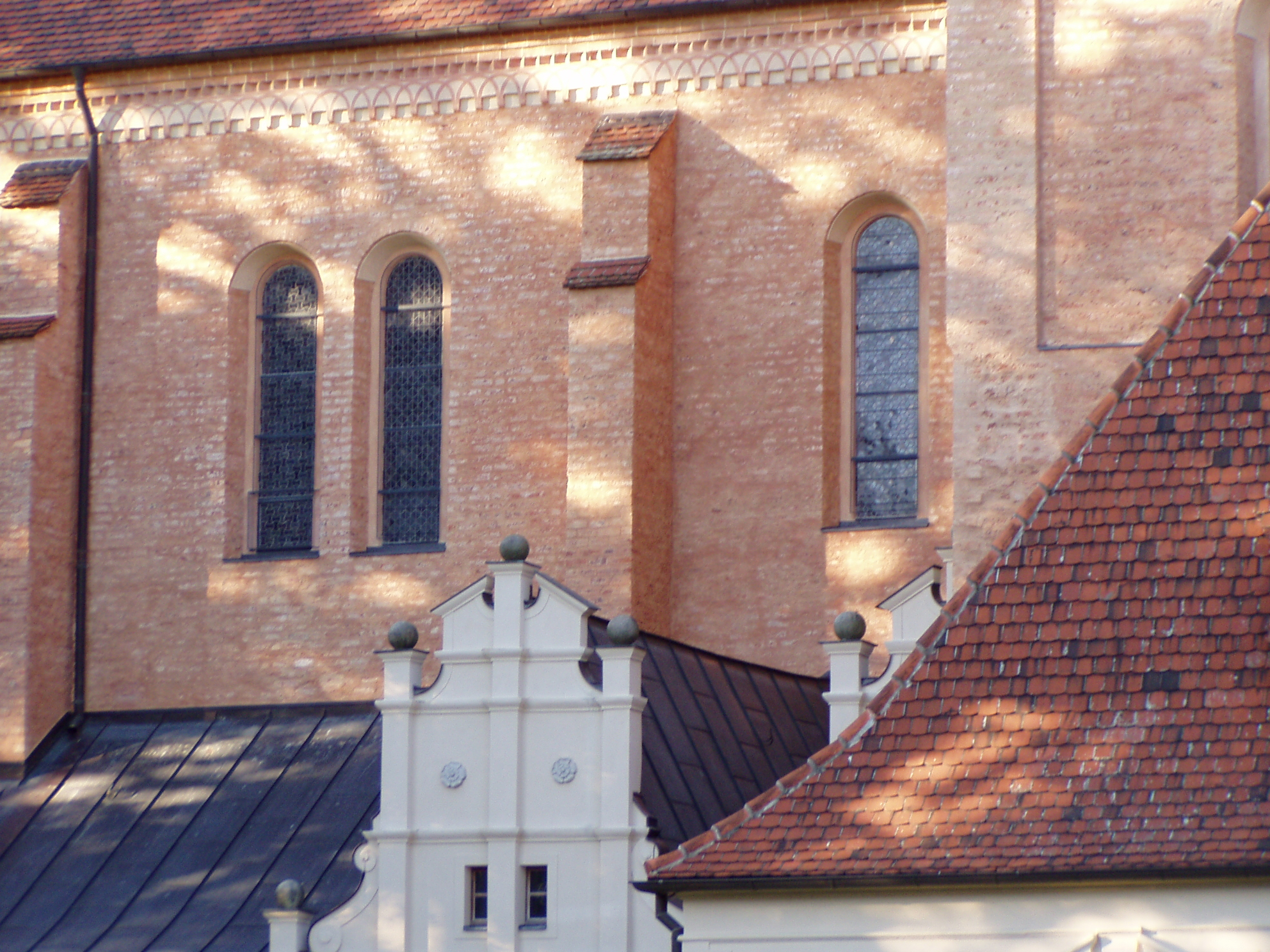
Saniertes Mauerwerk der Kirche

Zwar konnte Ferdinand I. die Klosterherrschaft im Schmalkaldischen Krieg wieder zurückerobern und erneut in die Niederlausitz eingliedern, aber auch der katholische Herrscher ließ keine Mönche mehr in das Kloster einziehen, sondern verpfändete die große Herrschaft nacheinander an Angehörige der Adelsfamilien Schlick und Gersdorff. Heinrich von Gersdorff ließ um 1550 anstelle des Abtshauses ein Jagdschloss errichten. Der letzte adlige Besitzer Heinrich Anselm von Promnitz verkaufte Dobrilugk 1624 an Johann Georg I. von Sachsen, der kurz zuvor auch Pfandherr der gesamten Niederlausitz geworden war. Die Niederlausitzer Stände konnten aber durchsetzen, dass die Klosterherrschaft Teil des Markgraftums blieb. So entstand die kuriose Situation, dass die Herrschaft Dobrilugk verwaltungstechnisch zum Teil kursächsisch, zum Teil niederlausitzisch war. Steuern zahlten die Untertanen in die Landeskasse der Niederlausitz, die Gerichtshoheit wurde aber von kurfürstlichen Amtshauptleuten ausgeübt. Appelliert werden durfte nur an das Kammergericht in Dresden und nicht mehr an das Niederlausitzer Landgericht.
Unter der wettinischen Seitenlinie Sekundogenitur Sachsen-Merseburg (1656–1738) war Dobrilugk Residenz der gleichnamigen Herzöge und die Region gelangte zu einer gewissen Blüte: Ab 1664 wurde die Stadt Dobrilugk angelegt.

## Zeittafel

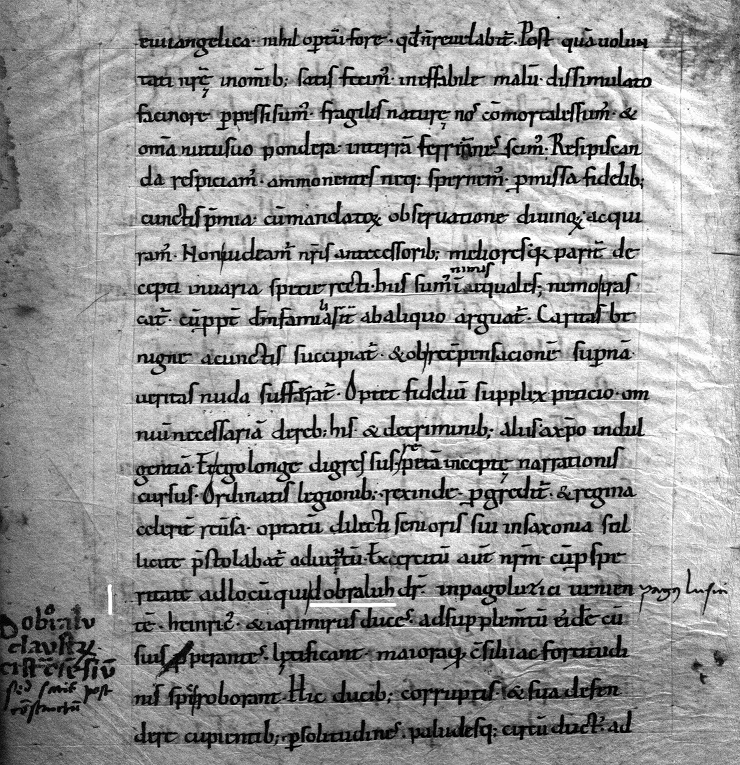
Handschrift von Thietmar von Merseburg: Chronicon Thietmari Merseburgensis. Dobraluh ist nachträglich weiß markiert.

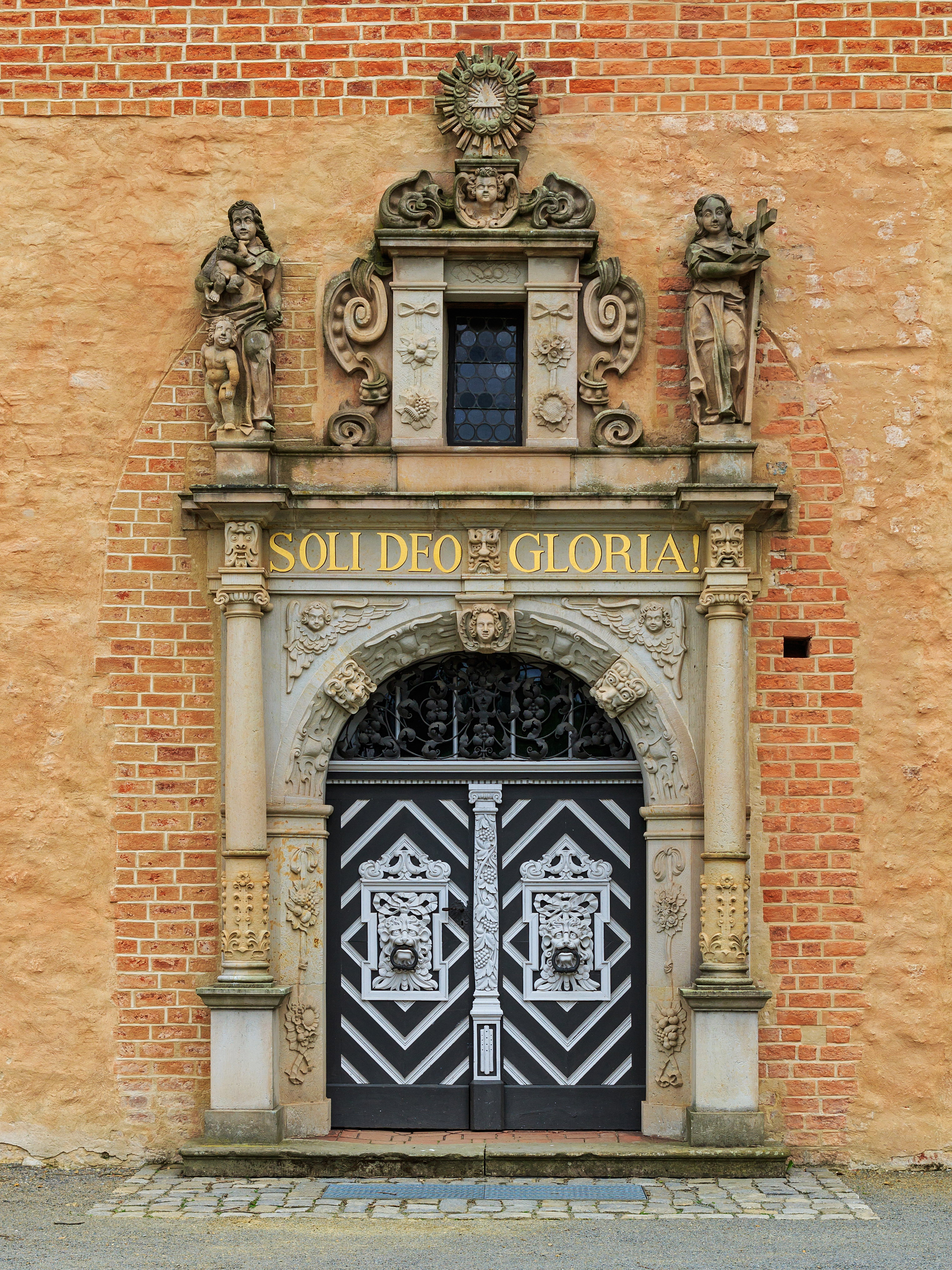
Portal der Klosterkirche

Erstmals erwähnt wird Dobraluh 1005 vom Chronisten Bischof Thietmar von Merseburg in einer Beschreibung der Feldzüge Kaiser Heinrichs II. gegen Polen. [^1][^2]
Im Jahr 1165 gründete Dietrich I., Markgraf der Ostmark/Lausitz, am 1. Mai das Kloster Dobrilugk. Es war unbekannt, wann die ersten Mönche im Kloster Einzug hielten und ob kriegerische Auseinandersetzungen für die sehr zögerlichen Anfänge des Stifts mitverantwortlich waren. Möglicherweise behinderte der Einfall von Lutizen und Pommern im Sommer 1179 die Entwicklung des Klosters. Sicher ist, dass in der Gegend von Lübben, später in Zinna und Jüterbog gekämpft wurde.
Der Gründungsbesitz des Klosters wurde 1199 urkundlich genannt. Im Jahr 1209 war der Bau der Klosterkirche schon so weit fortgeschritten, dass die Markgräfin Elisabeth, Gemahlin Konrads II., darin bestattet werden konnte.
Nach dem Tode Markgraf Konrads von der Ostmark/Lausitz am 6. Mai 1210 wurde Markgraf Dietrich (der Bedrängte) von Meißen auf der Burg Landsberg mit dem Fürstentum Ostmark / Lausitz belehnt und war von jetzt an Herr des Klosters Dobrilugk. In der Folge blieb es bei der meißnischen Linie der Wettiner.
Walther von der Vogelweide erwähnte in einem seiner Gedichte („Die Welt war gelb, rot und blau“ = Lachmann 75,25–76,21) das Kloster Dobrilugk („Toberlû“) als einen damals (1210/1211) noch nicht sehr einladenden Ort. Viel später, in der Zeit Jacob Grimms (19. Jh.), galt es dann als sehr berühmtes Kloster „coenobium famosissimum“.
Das Jahr 1228 wurde als Weihejahr der Kirche angenommen. Vier Jahre später (1232) wurde ein Ackerhof in Althöfchen an der Obra (in Polen) gegründet, aus dem 1286 das Tochterkloster Neu Dobrilugk (Kloster Bledzew) hervorging.
Die Klosterdörfer des Kernbesitzes Werenzhain, Kirchhain, Hennersdorf, Eichholz, Lugau, Schönborn, Lindena, Fischwasser und der Ackerhof Schulz wurden 1234 urkundlich genannt.
In einer Papsturkunde wurden im Jahr 1253 zusätzlich zu den 1234 genannten Dörfern als zum Kloster gehörend aufgeführt: Kleinhof, Frankena, Friedersdorf, Gruhno, Münchhausen, Rückersdorf, Staupitz sowie die Dörfer westlich von Luckau: Falkenberg und Kemlitz, des Weiteren Bönitz und Münchsdorf (wüst) im späteren Kreis Liebenwerda und bei Torgau an der Elbe Graditz sowie die heute wüsten Dörfer Kösmatitz, Kranewitz und Wiesitz.
Die Stadt Lübben gehörte von 1301 bis etwa 1329 zum Kloster, so dass der Dobrilugker Abt auch Herr zu Lübben war.
Die Besitzbestätigungsurkunde Karls IV. aus dem Jahr 1373 nannte 42 Dörfer und mehrere Ackerhöfe als dem Kloster gehörend.
1431 zerstörten und plünderten Hussiten das Kloster.
Im Jahr 1434 war wohl der Höhepunkt hinsichtlich der Besitzungen des Klosters erreicht: Kaiser Sigismund bestätigte dem Kloster 65 Dörfer und Ackerhöfe. Der nördlichste Ort war Schollen bei Luckau, im Osten Dobristroh (heute Freienhufen), im Süden Staupitz und im Westen Kunzwerda bei Torgau.
1534 ließ Abt Johann von Paul Fischer eine Glocke gießen.
Kurfürst Johann Friedrich von Sachsen ließ das zu Böhmen gehörende Kloster 1541 besetzen und im Zuge der Reformation säkularisieren. Aus dem dazu angefertigten Besitzverzeichnis ging hervor, dass noch alle Orte und Ackerhöfe des Kernbesitzes dem Kloster gehörten (andere Orte waren zum Teil verpfändet). Der nun weltliche Besitz bildete die Grundlage der Herrschaft und des späteren Amtes Dobrilugk. 1624 wurden die baufällige Klosterabtei und das Hospiz in den Neubau des Dobrilugker Schlosses einbezogen.
Im Dreißigjährigen Krieg (1637) wurde die Kirche durch schwedische Soldaten schwer beschädigt.
Danach wurde die Klosterkirche umgebaut und als evangelische Schloss- und Pfarrkirche eingeweiht (1676). Orgelbauer Christoph Junge baute eine Orgel mit 20 Registern ein. 1696 fand die Gründung der Kantorei Dobrilugk statt. 1728 schenkte Herzog Moritz Wilhelm der Kantorei zwei Pauken.
Im Jahr 1779 brannte es in der Schlosskirche 1779. Nach 1789 errichtete der Orgelbauer Johann Christian Kayser eine neue Orgel.
1852 brannte es wieder: Der Mönchs- und der Konversenflügel der Klausur fielen einem Feuer zum Opfer und wurden abgerissen; Kirche und Refektorium blieben erhalten.
Die Sauer-Orgel (Opus 209) mit zwei Manualen und Pedal (27 Register) wurde 1875 eingebaut.
Beginnend mit dem Jahr 1905 wurde die Kirche bis 1909 restauriert und nach Ursprungszustand umgebaut.
Die große Glocke im Vierungsturm wurde 1955 geweiht, 1973 wurde eine Kleinorgel (Orgelbau Voigt) für die Sakristei angeschafft.
Im Jahr 1996 fand die 300-Jahr-Feier der Kantoreigesellschaft statt. Instandsetzungsarbeiten an den gesamten Dach- und Turmflächen begannen. Im Jahr darauf kaufte die Kantorei ein Orgelpositiv (Orgelbau Kemper). Auch die Sauer-Orgel wurde restauriert: 1998 wurden die Posaune 16′ und die Trompete 8′ wieder in die Sauer-Orgel eingebaut. Im September desselben Jahres wurde mit einer Festwoche des 900-jährigen Jubiläums des Zisterzienserordens gedacht. Die von der Nationalen Volksarmee (NVA) zur Zeit der DDR auf dem Klostergelände errichteten Gebäude wurden 2003 abgerissen, im Jahr darauf wurde die Kirche erneut restauriert. Anlässlich des Jubiläums der urkundlichen Ersterwähnung fand 2005 die 1000-Jahr-Feier Doberlugs statt.